# GR 20
Il Sentier de grande randonnée 20 o GR 20, chiamato anche Fra li monti in corso, è un sentiero a lunga percorrenza (Grande Randonnée) che attraversa la Corsica, da nord-ovest a sud-est. È stato definito dallo scrittore Paddy Dillon come "uno dei più bei percorsi del mondo" ed è spesso classificato come il "cammino più difficile d'Europa", adatto quindi solo ad escursionisti esperti e ben allenati.
L'intero percorso è lungo circa 180 km e si sviluppa dal comune di Calenzana (dipartimento della Corsica Settentrionale) fino a quello di Conca (Corsica del Sud) attraversando la catena montuosa corsa, all'interno del Parco naturale regionale della Corsica. Solitamente lo si considera diviso in due parti (GR 20 nord e GR 20 sud) dalla stazione di Vizzavona, la quale può essere scelta dagli escursionisti, come punto di arrivo o di partenza. 
Si parte da 275 m s.l.m. e si superano in vari punti i 2 200 metri di altezza, prima di arrivare ai 252 m s.l.m. finali.
Il tempo di percorrenza è generalmente indicato in 15 giorni (considerando un tempo di marcia medio di 6 ore), benché sia possibile naturalmente completare il percorso in meno tempo. Il record attuale di velocità è detenuto da François D'Haene, che ha completato il GR 20 in 31 ore e 6 minuti.
In vari punti il GR 20 si incrocia con altri sentieri di trekking, tra i quali i più famosi sono il Mare e monti e i tre sentieri Mare a mare (nord, centro e sud).

## Difficoltà
Il sentiero, soprattutto nella parte nord, considerata la più difficile, si sviluppa su percorsi ripidi e anche su terreni rocciosi che richiedono un minimo di esperienza nella scalata e nelle ferrate. La parte sud invece presenta dislivelli minori ed è ritenuta più facile.
Il percorso è costantemente evidenziato da due righe orizzontali, una rossa e l'altra bianca, segnali usati su tutta la rete GR, e in alcuni punti tramite "ometti". Lungo il GR 20 si trovano vari rifugi (spartani), gestiti dal parco regionale e da privati, in cui è possibile dormire (all'interno o all'esterno se si è muniti di tenda) e comprare i viveri necessari.
Oltre ai rischi dovuti al tipo di percorso, bisogna considerare quelli tipici della montagna: cambi improvvisi di tempo, pioggia,  nebbia, vento forte e neve, presente spesso fino a tarda stagione, nei punti più alti o rivolti verso nord. Comunque, la maggiore difficoltà è dovuta alla lunghezza del sentiero, piuttosto che al suo aspetto tecnico. Gli abbandoni lungo il percorso, spesso sono dovuti ad una cattiva preparazione o ad una scarsa motivazione. Il GR 20 è accessibile alle persone che hanno una buona condizione fisica e attitudine alla marcia su terreno accidentato.

## Tappe
| numero | percorso                                           | km   | quota massima in m s.l.m. | ore stimate da nord a sud | ore stimate da sud a nord |
| ------ | -------------------------------------------------- | ---- | ------------------------- | ------------------------- | ------------------------- |
| 1      | Calenzana - Refuge d'Ortu di u Piobbu              | 10,9 | 1 602                     | 6:30                      | 5                         |
| 2      | Refuge d'Ortu di u Piobbu - Refuge de Carrozzu     | 6,1  | 2 053                     | 7                         | 5                         |
| 3      | Refuge de Carrozzu - Refuge d'Asco Stagnu          | 4,1  | 1 994                     | 6:10                      | 4:45                      |
| 4      | Refuge d'Asco Stagnu - Refuge de Tighjettu         | 5,8  | 2 607                     | 6                         | 6                         |
| 5      | Refuge de Tighjettu - Refuge de Ciottulu di i Mori | 7,8  | 2 032                     | 4                         | 4                         |
| 6      | Refuge de Ciottulu di i Mori - Refuge de Manganu   | 22,7 | 1 986                     | 8                         | 8                         |
| 7      | Refuge de Manganu - Refuge de Pietra Piana         | 8,5  | 2 239                     | 6:30                      | 6                         |
| 8      | Refuge de Pietra Piana - Refuge de l'Onda          | 8,9  | 1 616                     | 4:50                      | 5:15                      |
| 9      | Refuge de l'Onda - Vizzavona                       | 10   | 2 100                     | 6:05                      | 6:40                      |
| 10     | Vizzavona - Bergeries de Capannelle                | 15   | 1 638                     | 5:15                      | 4:40                      |
| 11     | Bergeries de Capannelle - Refuge de Prati          | 16,6 | 1 861                     | 6:10                      | 6                         |
| 12     | Refuge de Prati - Refuge d'Usciolu                 | 10,7 | 1 994                     | 6:30                      | 5                         |
| 13     | Refuge d'Usciolu - Refuge d'Asinao                 | 15   | 2 123                     | 8:40                      | 9                         |
| 14     | Refuge d'Asinao - Refuge de Paliri                 | 9    | 1 530                     | 7                         | 7:20                      |
| 15     | Refuge de Paliri - Conca                           | 12,4 | 1 053                     | 5                         | 6:15                      |

## Comuni attraversati dal GR 20
- Calenzana
- Asco
- Manso
- Albertacce
- Cristinacce
- Letia
- Casamaccioli
- Corte
- Soccia
- Orto
- Guagno
- Venaco
- Vivario
- Pastricciola
- Ghisoni
- Palneca
- Isolaccio di Fiumorbo
- San Gavino di Fiumorbo
- Cozzano
- Zicavo
- Quenza
- Conca

## Film
- Les Randonneurs (1997) di Philippe Harel con Benoît Poelvoorde e Vincent Elbaz